# Victor Audouin

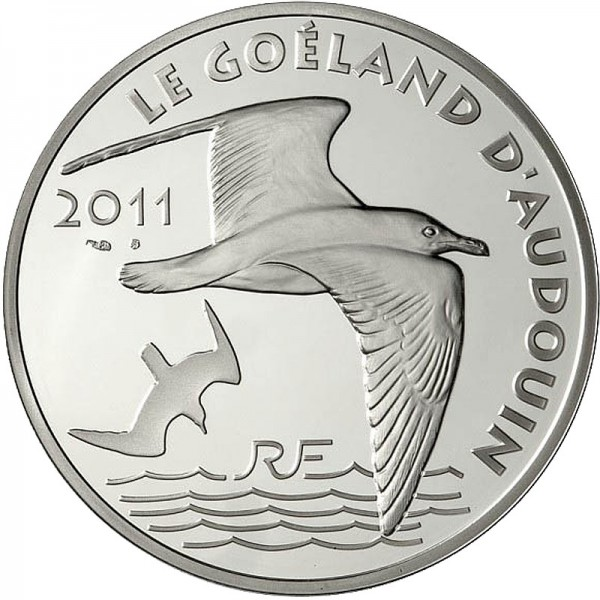
Pamětní stříbrná mince s vyobrazením racka Audouinova (2011)

Victor Audouin [óduén], vlastním jménem Jean Victor Audouin, často také uváděn jako Jean-Victoire Audouin (27. dubna 1797 Paříž – 9. listopadu 1841 Paříž) byl francouzský přírodovědec, entomolog a ornitolog.

## Život
Rodiči Victora Audoina byli Victor-Joseph Audouin (1762–1848) a Jeanne-Marie-Pierre Enée (1774–1837). Otec pracoval v diplomatických službách a rodina se často stěhovala. Victor se narodil v Paříži, první školu navštěvoval v Remeši, pak pokračoval v Paříži a také v italském městě Lucca. Poté absolvoval pařížské Lyceum Ludvíka Velikého.
Nejprve pokračoval studiem práv ale jeho zájem nejen o přírodní vědy jej přivedl ke studiu medicíny. Na lékařské fakultě Pařížské univerzity promoval v roce 1826 s prací Prodrome d’une histoire naturelle, chimique, pharmaceutique et médicale des cantharides.
V roce 1824 působil jako asistent významného francouzského entomologa profesora Pierra André Latreille (1762–1833) v Muséum national d'histoire naturelle v Paříži. Od roku 1833 zde působil jako jeho pokračovatel a profesor entomologie. Od roku 1838 byl i členem Akademie věd v Paříži. Byl i významným členem a zakladatelem Francouzské entomologické společnosti v Paříži a dvě funkční období byl i jejím předsedou (v letech 1834, 1837).
Audouinovu významnou práci Histoire des insectes nuisibles à la vigne dokončili a publikovali po jeho smrti zoologové Henri Milne Edwards a Émile Blanchard. Většina Audouinových statí byla publikována v časopise Annales des sciences naturelles, který v roce 1824 společně s botanikem Adolphem Brongniartem a chemikem Jean-Baptiste Dumasem založil.
Victor Audouin se také zajímal o další obory přírodních věd, byl spoluautorem díla Dictionnaire classique d’histoire naturelle (1822–1830) a studoval s Henri Milne-Edwardsem mořskou faunu ve francouzských pobřežních oblastech. Také dokončil ornitologickou část práce přírodovědce Description de l’Égypte, kterou sepsal Marie Jules César Savigny (1826).
V roce 1826 vydal společně s Henri Milne Edwardsem pojednání o anatomii a fyziologii mořských bezobratlých ze severozápadního pobřeží Francie. O rok později publikovali monografii o oběhové soustavě korýšů (hemolymfa) Récherches anatomiques et physiologiques sur la circulation dans les crustacés.

## Ocenění
V roce 1833 byl Victor Audouin zvolen zahraničním členem Královské švédské akademie věd, od roku 1838 byl členem Francouzské akademie věd.
Zoolog Charles Payraudeau (1798–1865) pojmenoval jeho jménem v roce 1826 jeden druh racka — racek Audouinův (Larus audouinii).
Jeho jméno nesou i
- Microsporum audouinii Gruby, 1843, (antropofilní houba, dermatofyt)
- Eremiaphila audouini Lefebvre, 1835, (druh z řádu kudlanky)

## Rodina
Audouin byl od 6. prosince 1827 manželem Mathilde-Charlotte Emilie Brongniartové (1808-1882), nejmladší dcery chemika, geologa a zoologa Alexandra Brogniarta (sestry Adolpha Brogniarta, Victorova přítele). Pár měl syna, Paul Audouina (1835-1920), a dceru, Cécile Audouin (1837-1918).
Victor Audouin zemřel ve věku 44 let v roce 1841 v Paříži.